# Punduga
Punduga (ros. Пундуга) – osiedle w Rosji, w rejonie charowskim obwodu wołogodzkiego. W 2010 r. liczyło 264 mieszkańców.